# Hiperplàsia benigna de pròstata
La hiperplàsia benigna prostàtica (HBP) consisteix en un creixement excessiu en la mida de la pròstata per augment en el nombre de cèl·lules (cal no confondre-ho amb hipertròfia, que indica augment en la mida cel·lular). És molt comú en els homes a partir de 60 anys.
El seu pronòstic és bo, sol provocar una síndrome miccional i el tractament amb antiandrògens milloren o disminueixen els símptomes obstructius i irritatius que són els que deterioren la qualitat de vida dels pacients, així com les complicacions.

## Quadre clínic

### Símptomes
Els seus símptomes es classifiquen com: 
- Obstructius, inclouen:
  - Disúria (dificultat de micció), d'inici o continuïtat.
  - Sensació de buidatge incomplet.
  - Doll miccional dèbil.
  - Goteig postmiccional.
- Irritatius, inclouen 
  - Pol·laciúria: augment de la freqüència d'orinar.
  - Nictúria: necessitat de llevar-se a la nit a orinar.
  - Urgència miccional.

La severitat de la HBP es pot avaluar usant l'Escala internacional de símptomes prostàtics (IPSS).

### Complicacions
La HBP pot comportar complicacions, especialment si no se la tracta.
- Risc incrementat d'infecció urinària: degut al buidatge incomplet resulta en estasi de bacteris en els residus en la bufeta.
- Càlculs vesicals, es formen de la cristal·lització de sals en l'orina residual.
- Retenció urinària (impossibilitat d'orinar totalment o parcialment):
  - Aguda, que requereix un sondatge immediat.
  - Crònica, llavors el volum residual d'orina que gradualment s'incrementa, i la bufeta es distén, pot evolucionar a una hidronefrosi (dilatació dels urèters) i eventualment progressar cap a una insuficiència renal crònica.

## Etiologia
Els andrògens (testosterona i hormones vinculades) es consideren que juguen un rol permissiu en la HBP, per molts experts. Això significa que els andrògens han d'estar presents perquè es desenvolupi la HBP, però no en són necessàriament causa directa. Això es corrobora en els homes castrats que no desenvolupen HBP quan envelleixen, però no en homes intactes. Addicionalment, l'administració d'exògens testosterona no s'associa amb un increment significatiu en el risc de símptomes d'HBP.
La dihidrotestosterona (DHT), un metabòlit de la testosterona, és un mediador crític del creixement prostàtic. La DHT és sintetitzada a la pròstata des de testosterona circulant per l'acció de l'enzim 5a-reductasa, tipus 2. Aquest enzim es localitza principalment en les cèl·lules de l'estroma prostàtic; aquestes cèl·lules són el principal lloc de síntesi de DHT.
El DHT pot actuar en l'alliberament autocrina en les cèl·lules de l'estroma o en l'alliberament paracrina per difusió en les pròximes cèl·lules epitelials. En ambdós d'eixos tipus de cèl·lules, el DHT enllaça els receptor d'andrògens nuclears i els senyals de la transcripció genètica del factor de creixement que són mitogènics a les cèl·lules de l'epiteli i de l'estroma. El DHT és 10 vegades més potent que la testosterona pel fet que es dissocia del receptor androgènic més lentament. La importància del DHT per causar hiperplàsia nodular se suporta per les observacions clíniques on un inhibidor de la 5a-reductasa és donada a homes amb aquesta condició. La teràpia amb l'inhibidor 5a-reductasa marcadament redueix el contingut de DHT de la pròstata i redueix el volum prostàtic i, en molts casos, els símptomes BPH.
Hi ha evidència sobre creixement que els estrògens actuen en l'etiologia de la HBP; basat que es produeix quan l'home generalment té elevats nivells d'estrogen i relativament reduïts els de testosterona lliure, i quan els teixits prostàtics passen a ser més sensibles als estrògens i amb menys resposta a la DHT. Les cèl·lules preses de pròstates de subjectes que tenen HBP mostren que creixen en resposta a nivells alts d'estradiol i baixos nivells d'andrògens. Els estrògens poden donar cèl·lules més susceptibles a l'acció de DHT.
Falta molta investigació fer per a aclarir completament les causes de la HBP.

## Epidemiologia
Segons un estudi sistèmic fet el 2010 amb dades globals, la hiperplàsia benigna prostàtica afecta uns 210 milions d'homes (6% de la població). Més de la meitat de la població masculina dels EUA entre els 60 i 70 anys, i el 90% entre els 70 i 90, tenen símptomes d'HBP. 
A nivell microscòpic, la HBP pot veure's en la majoria d'homes en envellir, particularment passats els 70 anys, en tot el món. No obstant això, la HBP varia simptomatològicament depenent de l'estil de vida. Els occidentals tenen molta major incidència d'HBP simptomàtica que la d'aquells amb un estil de vida tradicional o rural. Això es confirma per estudis a la Xina mostrant a subjectes en àrees rurals amb molt baixes taxes d'HBP clínica, mentre que els de ciutat que adopten la vida europea tenen una incidència d'HBP major, encara que mantenint taxes baixes amb relació a allò vist a Occident.

## Diagnòstic
Després d'una anamnesi (o història de la malaltia):

### Exploració física
El tacte rectal amb la palpació de la pròstata a través del recte revela el canvi de mida de la pròstata i canvis de textura que podrien ser senyal de càncer de pròstata. Tot i això, l'exploració física té una capacitat limitada per mesurar el volum de la pròstata, així també que es realitzen proves complementàries.

### Proves complementàries
Inclouen:
- Determinació dels nivells d'antigen prostàtic específic (PSA), que poden ser lleugerament elevats i anar augmentant de forma lleu (a diferència del càncer de pròstata) al llarg del temps.[6]
- Ecografia, valorant el volum de la pròstata i el volum residual d'orina (volum d'orina en la bufeta urinària no evacuada després de la micció).[7] Habitualment l'ecografia és abdominal, però també pot ser transrectal (en aquest últim cas per guiar una biòpsia). Un volum residual de més de 100 ml pot indicar una obstrucció important.[8] La mida de la pròstata de 30 cc o més indica un engrandiment de la pròstata.[9]
- Fluxometria urinària, per valorar la repercussió funcional (força del raig d'orina, el temps necessari per realitzar la micció).
- Les respostes en l'Escala Internacional de Símptomes Prostàtics (IPSS) indicaran també la severitat de la HBP.

## Diagnòstic diferencial
Amb l'adenocarcinoma de pròstata s'estableix a través de:
- Quantificació d'antigen prostàtic específic (PSA) en sang: es quantifica tant el valor total com la relació entre PSA lliure i PSA total.[6]
- Ecografia prostàtica i índex prostàtic: es quantifica la grandària de la pròstata i es relaciona amb el PSA.
- Biòpsia prostàtica, utilitzada en cas de sospita d'adenocarcinoma; encara que és de gran complexitat en algunes ocasions diferenciar l'adenocarcinoma de la hiperplàsia benigna de pròstata.

## Tractaments

### Farmacològics

#### Establerts
Blocadors alfa (antagonistes dels receptors adrenèrgics α1) proveïxen alleugeriment simptomàtic dels símptomes irritatius de la HBP. Els fàrmacs disponibles inclouen doxazosina (EFG, Progandol), terazosina (EFG, Alfaprost, Sutif, Zayasel, Mayul), alfuzosina (EFG, Benestan, Unibenestan), tamsulosina (EFG, Omnic, Urolosin, Zuantrip, Inreq, Sebrane) i silodosina (EFG, Silodix, Urorec) (aquests dos últims poden provocar la síndrome de l'iris flàccid intraoperatori). Antics fàrmacs com fenoxibenzamina i prazosina no són recomanables per a tractar HBP. Els blocadors alfa relaxen la musculatura llisa de la pròstata i el coll de la bufeta, i fan decréixer el grau de bloqueig del flux d'orina. Són d'acció ràpida i poden causar ejaculació retrògrada dins de la bufeta.
Inhibidors de la 5-alfa-reductasa actuen fonamentalment sobre els símptomes obstructius. Són d'acció lenta. Els fàrmacs disponibles inclouen finasterida (EFG, Proscar, Alcare, Celganol, Litace, Maxpil) i dutasterida (EFG, Avidart, Dutacap).
Quan s'usen conjuntament, es nota una reducció del progrés de la HBP en retenció aguda urinària, en pacients amb pròstates engrandides.

#### En estudi
Inhibidors de la 5-fosfodiesterasa, que com el sildenafil mostren algun alleugeriment simptomàtic, suggerint una possible comuna etiologia amb la disfunció erèctil.

#### Fitoteràpics
La Serenoa repens (extracte fruiter) pot alleujar símptomes mitjans a moderats de HBP; una sistemàtica revisió d'evidència va trobar eficàcia comparable del finasteride.
Amb les altres herbes medicinals no hi ha tanta evidència d'eficàcia: i beta-sitosterol de la Hypoxis rooperi (past estrela) i Pygeum (extret de la corfa de Prunus africana), mentre disminueix el suport substancial de l'eficàcia de llavors de Cucúrbita pepo; arrel d'Urtica dioica. Almenys un assaig de doble cec s'ha realitzat per a mesurar l'eficàcia del pol·len de raigràs (Lolium).

### Canvis en l'estil de vida
Els pacients hauran de disminuir la ingesta de líquids abans d'anar a dormir, i a més, moderar el consum d'alcohol i de cafeïna.

### Cirurgia
Indicada quan el tractament farmacològic no és suficient, els símptomes afecten de forma important la qualitat de vida del pacient, o quan les complicacions difícilment remetran amb un tractament no quirúrgic.
Els dos mètodes principals són:
- Resecció transuretral de pròstata (RTU): eliminació de part de la pròstata a través de la uretra.
- Prostatectomia: amb una incisió a la part baixa de l'abdomen o al perineu.

Pels altres mètodes encara no s'ha establert plenament la seva seguretat i els efectes secundaris. Inclouen: 
- Electrovaporizació transureral de la pròstata (ETP)
- Ablació amb làser:
  - visual (VLAP).
  - d'Holmi (HoLAP).
- Termoteràpia de microones transuretral (TUMT).
- Ablació d'agulla transuretral (TUNA).